# BP
BP plc (cách viết chính thức là BP p.l.c., trước đây là The British Petroleum Company plc và BP Amoco plc) là một công ty dầu khí đóng trụ sở tại Luân Đôn, Vương Quốc Anh. Đây là một công ty năng lượng toàn cầu, là công ty năng lượng lớn thứ ba thế giới, là công ty lớn thứ tư thế giới. Là một công ty dầu khí đa quốc gia, BP là công ty lớn nhất Vương quốc Liên hiệp Anh và Bắc Ireland. Trụ sở công ty đóng tại quận St James thuộc thành phố Westminster. BP America's đóng trụ sở ở One Westlake Park tại Houston Energy Corridor, Texas. Công ty chuyên về khai thác dầu khí, các sản phẩm dầu khí. Hiện nay công ty này đang được niêm yết tại Sở giao dịch chứng khoán Luân Đôn, là một bộ phận của FTSE 100 Index.
Năm 2009, công ty có doanh thu 246,1 tỷ đô la Mỹ, lợi nhuận ròng đạt 16,58 tỷ đô la Mỹ và sử dụng 80.300 nhân công trên toàn thế giới.
Sự cố của giàn Deepwater Horizon ngày 20 tháng 4 năm 2010 đã khiến 11 người thiệt mạng, gây ra tràn dầu ở một khu vực rộng lớn trong vịnh México gây ảnh hưởng nặng nề đến đời sống hoang dã trong khu vực, đến ngành ngư nghiệp và du lịch các nước trong khu vực chịu ảnh hưởng.